# Ladislav Szántó
Ladislav Szántó (30. dubna 1894 Uhrovec – 22. dubna 1974 Bratislava) byl slovenský filozof, člen skupiny DAV, od r. 1953 univerzitní profesor, akademik Slovenské akademie věd (od r. 1955) a Československé akademie věd (od r. 1962). Prosazoval dialekticko-materialistické a historicko-materialistické přístupy k aktuálním otázkám. Působil především jako publicista a propagátor marxismu-leninismu. Ostře kritizoval objektivismus, revizionismus a nemarxistické filozofie vůbec.

## Život
Narodil se 30. dubna 1894 v Uhrovci do řemeslnické a rolnické rodiny, v níž bylo celkem sedm dětí. V letech 1908–1913 absolvoval učitelský ústav v Lučenci a poté pokračoval ve studiu na Vysoké škole pedagogické v Budapešti (1913–1915). Studium bylo v roce 1915 přerušeno tím, že musel narukovat do armády. Při bojích v Rusku padl do zajetí a byl internován v zajateckém táboře v Krasnojarsku. V zajetí se přiklonil k marxismu a přeložil do maďarštiny Leninovu knihu Stát a revoluce.
V roce 1920 byl přijat do ruské komunistické strany, jeho ručiteli byli Jaroslav Hašek a Arnošt Kolman. Pracoval pak v redakci maďarského dělnického časopisu, který byl vydáván v Omsku.
V roce 1921 se vrátil do Československa a ihned vstoupil do KSČ. Živil se jako učitel a v letech 1922–1934 působil na měšťanské škole v Čadci. Zvláště v 30. letech zároveň vyvíjel intenzivní agitační a propagandistickou činnost v komunistickém tisku, přičemž často používal pseudonym Ladislav Ormis. Byl také členem skupiny DAV. V letech 1934–1938 učil na měšťanské škole Šuranech a v roce 1938 byl jmenován ředitelem měšťanské školy v Galantě (1938–1945).
Po osvobození působil v komunistickém nakladatelství Pravda, od roku 1947 jako jeho ředitel. Později přešel na dráhu vysokoškolského učitele. V roce 1952 se stal vedoucím katedry marxismu-leninismu na Vysoké škole ekonomické v Bratislavě, v roce 1953 byl jmenován univerzitním profesorem filozofie. V letech 1953–1956 byl děkanem národohospodářské fakulty Vysoké školy ekonomické v Bratislavě. V roce 1955 dosáhl vědecké hodnosti doktora filozofických věd (DrSc.) a v témže roce byl jmenován akademikem Slovenské akademie věd. V letech 1954–1957 byl členem ústředního výboru Komunistické strany Slovenska. V období 1960–1969 byl ředitelem Filozofického ústavu Slovenské akademie věd a v roce 1962 se stal akademikem Československé akademie věd.
Zemřel 22. dubna 1974 v Bratislavě.

## Dílo

### Monografie
- Osobnosť vo fašizme, socializme a ľudovej demokracii; otištěno v knize: M. D. Kammari, O úlohe osobnosti v histórii, 1949 (2. vydání);
- Hospodárstvo dvoch svetov: podstata hospodárstva SSSR a USA, 1949 (2. vydání);
- Vybrané state, 1958;
- Čo nám treba: výber článkov o kulte osobnosti a leninizme: 1954–1963, 1964 (2., doplněné vydání);
- Říjen a moje cesta k marxismu, 1971 (2. vydání);
- Premeniť sny na skutočnosť, 1977.

### Sborníky
- Myšlienkové jadro Einsteinovej teorie; Ročenka Slovenskej chudoby, 1926;
- Takto ich vidím; DAV, Spomienky a štúdie, 1965;
- Velikaja oktiabrskaja revoľucija i leninizm; Leninizm a razvitije marksistickoj filosofii za rubežom, 1970.

### Časopisecké příspěvky
- Materialistická dialektika a kríza strany, Pravda 1929;
- Marxisticky o psychoanalýze, Tvorba 1930;
- Leninova filozofia, DAV 1931;
- Sme bojovnými dialektickými materialistami. Komunistická revue 1932;
- O vývojovom zákone jednotnosti protikladov, Šíp 1935;
- O triednom chápaní konkrétnosti a abstraktnosti, Šíp 1936;
- V čom dielo Slovanstva. Nové slovanstvo, Nové slovo 1945;
- Za filozofiu spätú so životom, Otázky marxistickej filozofie (OMF) 1961;
- Dialektika kvantity a kvality, obsahu a formy v Marxovom Kapitáli, OMF 1964;
- Za leninské chápanie nevyhnutnosti a slobody, Filozofia 1970;
- Leninizmus a problémy filozofie prírodných vied, Filozofia 1970.

## Ocenění
- Řád republiky (1959)[1]
- Stříbrná plaketa ČSAV „Za zásluhy o vědu a lidstvo" (1962)[10]
- Státní cena Slovenské socialistické republiky za celoživotní dílo v oblasti marxisticko-leninské filozofie a ekonomie (1972)[11]
- Řád Vítězného února (1974)[1]